# Бернтероде (бай-Гайльбад-Гайлігенштадт)
Бернтероде (бай-Гайльбад-Гайлігенштадт) (нім. Bernterode (bei Heilbad Heiligenstadt)) — громада в Німеччині, розташована в землі Тюрингія. Входить до складу району Айхсфельд. Складова частина об'єднання громад Ерсгаузен/Гайсмар.
Площа — 8,67 км2. Населення становить Невірний параметр metadata 16 061 004 ос. (станом на 31 грудня 2021).

## Галерея

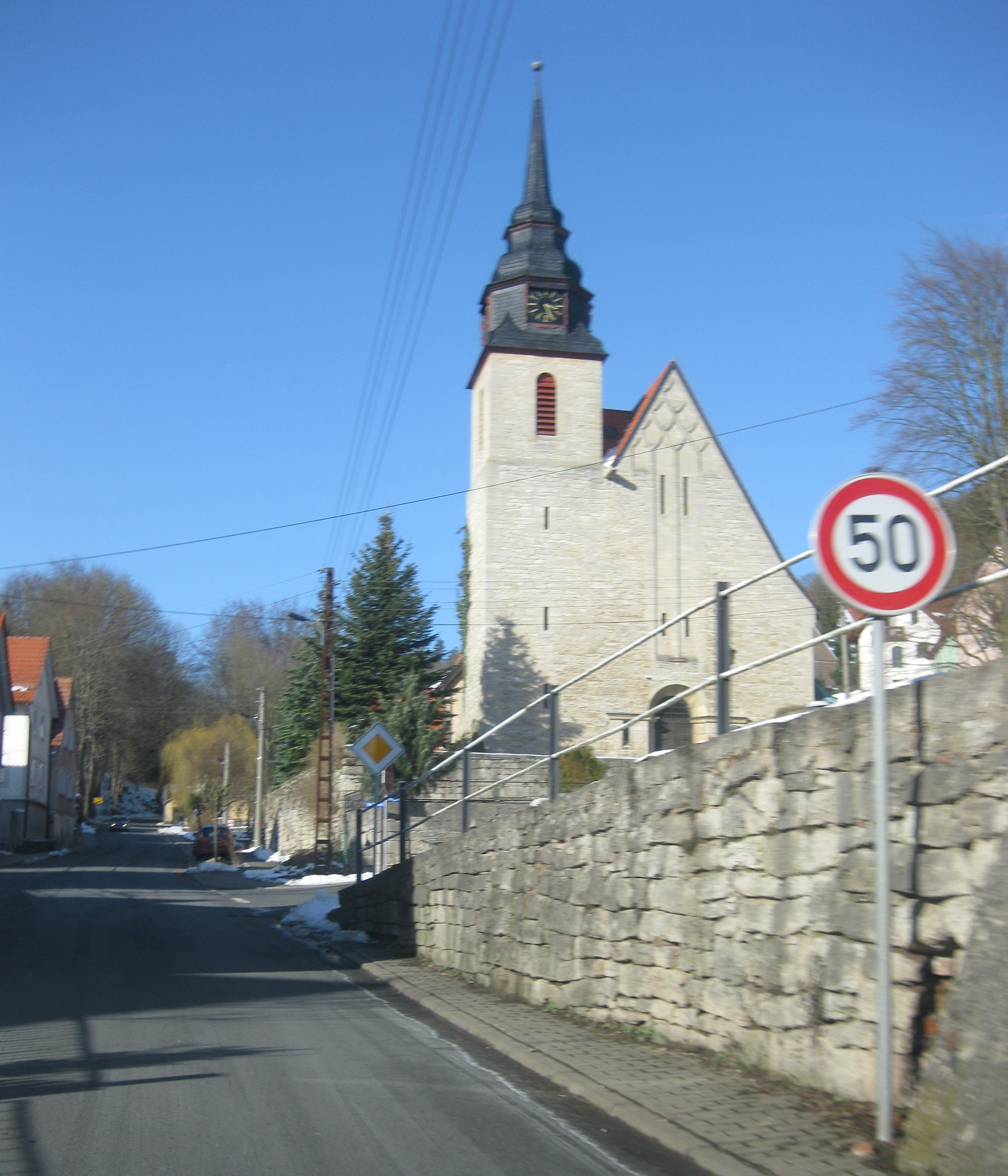